# Местное самоуправление
Местное самоуправление, Местное управление, Местный орган власти — организация (орган) деятельности граждан, обеспечивающая самостоятельное решение населением вопросов местного значения, управление муниципальной собственностью, исходя из интересов всех жителей данной территории, того или иного государства (края, страны, региона), федерации или конфедерации.
Более широкое понятие местного самоуправления подразумевает право и реальную способность органов местного самоуправления регламентировать значительную часть публичных дел и управлять ею, действуя в рамках закона, под свою ответственность и в интересах местного населения. Территориально местное самоуправление осуществляется в основном через муниципалитеты. В современном мире большое распространение получили те системы местного самоуправления, классификация которых основана на складывании отношений между местным самоуправлением и центральными властями. Так, распространение получили следующие модели местного самоуправления: англосаксонская (классическая) модель, континентальная, смешанная и советская модель.

## Типы организации местного самоуправления
По количеству уровней выборных местных органов:
- трёхуровневый, в федерациях — двухуровневый, характерен для средних и крупных государств, как республик так и федераций (Италия, Испания, Румыния, Германия, Франция, США, Канада, Австралия, Новая Зеландия, Чехословакия в 1945—1992 гг., Польша, Венгрия в 1945—1982 гг., Греция, Албания в 1947—1991 гг., ГДР (1949—1990 гг.), Югославия в 1920—1932 гг и 1945—1963 гг., ДВР в 1920—1922 гг., Украина, Беларусь, Россия);
- двухуровневый, в федерациях — одноуровневый, характерен для небольших государств (Дания, Швеция, Норвегия, Ирландия, Великобритания, Нидерланды, Чехословакия в 1920—1945 гг., Чехия, Словакия, Венгрия, Бельгия, Португалия, Австрия, Швейцария, Хорватия, Болгария в 1945—1990 гг., Эстония в 1920—1933 гг. и 1990—1993 гг., Россия в 1997—2006 гг.);
- одноуровневый (Болгария, Исландия, Финляндия, Сербия, Эстония, Латвия, Литва).

По типу устава:
- с преобладающими полномочиями совета, в этом случае глава исполнительного органа обычно избирается советом, реже населением, при этом сам исполнительный орган может являться коллегиальным (Италия, Испания, Греция, Швеция, Норвегия, Исландия, Швейцария, Польша, Чехия, земля Гессен в Германии, Сербия, Нидерланды, Бельгия, Россия в 1864—1918 гг. и 1936—1989 гг., Югославия в 1921—1963 гг., ГДР в 1949—1990 гг., Румыния в 1945—1990 гг., Венгрия в 1949—1989 гг., ДВР в 1920—1922 гг., Болгария в 1945—1990 гг.);
- с преобладающими полномочиями главы исполнительного органа, в этом случае глава исполнительного органа избирается населением и в большинстве случаев является единоначальным (Франция, Румыния, Дания, Германия, Австрия, США, Канада, Австралия, Новая Зеландия, Венгрия, Финляндия, Болгария, Хорватия, Великобритания, Ирландия, Эстония, Латвия, Литва, Россия).

По типу соотношения с назначаемыми представителями центральной власти:
- назначаемые представители центральной власти отсутствуют, а их функции исполняют выборные органы местного самоуправления (Германия, Польша, Чехия, Словакия, Нидерланды, Бельгия, Испания, Венгрия, США, Россия в 1937—1993 гг., Чехословакия в 1945—1992 гг., ГДР в 1949—1990 гг., Румыния в 1945—1990 гг., ДВР в 1920—1922 гг., Болгария в 1945—1990 гг.);
- назначаемые представители центральной власти сочетаются с выборными органами местного самоуправления (Италия, Франция, Румыния, Австрия, Дания, Швеция, Норвегия, Великобритания, Канада, Австралия, Новая Зеландия, Украина, Беларусь, Россия в 1864—1918 гг.);
- назначаемые представители центральной власти заменяют органы местного самоуправления на уровнях более крупных местных единиц (Болгария, Исландия, Финляндия, Сербия, Россия в 1997—2006 гг.)

## Теория местного самоуправления
Местное самоуправление — одна из форм реализации народом принадлежащей ему власти. Местное самоуправление — децентрализованная форма управления, предполагающая известную самостоятельность, автономность местных органов, которые выступают органами местных самоуправляющихся территориальных сообществ. Теоретические основы учения о местном самоуправлении разработаны в первой половине XIX века французским государственным деятелем и историком Алексисом Токвилем, немецкими учёными-юристами Рудольфом Гнейстом (1816—1895), Лоренцом Штейном (1815—1890), Паулем Лабандом и другими. Общественная теория самоуправления исходит из принципов признания свободы осуществления своих полномочий местными сообществами и союзами. Согласно государственной теории самоуправления местное самоуправление — одна из форм организации местного государственного управления. В современной России местное самоуправление относится к институтам публичной власти, а не гражданского общества, вместе с тем отрицается государственно-правовой характер местного самоуправления.

## Межмуниципальное сотрудничество
В некоторых бывших колониях Великобритании, в Австралии, Гане и Нигерии сохранилось административно-территориальное деление, предусматривающее наличие территорий местного управления.
В России, в целях организации взаимодействия органов местного самоуправления, выражения и защиты общих интересов муниципальных образований в каждом субъекте Российской Федерации образуется совет муниципальных образований субъекта Российской Федерации. Советы муниципальных образований субъектов Российской Федерации могут образовывать единое общероссийское объединение муниципальных образований. Кроме того, закон допускает создание иных объединений муниципальных образований с учётом территориальной и организационной основы, а также межмуниципальных хозяйственных обществ и иных организаций.